# Cadernera menuda
La cadernera menuda (Spinus psaltria) és un ocell de la família dels fringíl·lids (Fringillidae).

## Hàbitat i distribució
Habita boscos, chaparral, camp obert i terres de conreu de les terres baixes i muntanyes, al sud-oest de Washington, oest d'Oregon, nord de Califòrnia, sud d'Idaho, nord de Colorado, nord-oest d'Oklahoma i centre i sud de Texas cap al sud al sud de Baixa Califòrnia, a l'ample de Mèxic i Amèrica Central fins Panamà i des de Colòmbia i Veneçuela, cap al sud, per l'oest dels Andes, des de l'oest de l'Equador fins al nord-oest del Perú.